# Bipinnula
Bipinnula é um género botânico pertencente à família das orquídeas (Orchidaceae).
Cerca de dez espécies geófitas compõem este gênero, distribuídas pelos estados do sul brasileiro, Uruguai, nordeste da Argentina e Chile, em baixas altitudes. São plantas terrestres ou humícolas, de crescimento sazonal, que passam por período de dormência quando apenas subsistem suas raízes fasciculadas e mais ou menos tuberosas, resistentes às secas prolongadas e mesmo incêndios. Apresentam pseudocaule herbáceo, com poucas flores ou apenas uma flor apical, cujas sépalas e pétalas muito diferem entre si; as sépalas laterais são estreitas e na extremidade alargam-se terminando em uma espécie de franja que lembra uma pluma. Três espécies estão registradas para o Brasil. Todas as espécies chilenas apresentam inflorescência multiflora, as brasileiras, uniflora.

## Publicação e Sinônimos
- Bipinnula Comm. ex Juss., Gen. Pl.: 65 (1789).

Etimologia:
- Do latim bi, dois, e pinnula, diminutivo de pena, com as qual suas sépalas laterais se parecem.

Espécie-tipo:
- Arethusa biplumata L.f., Suppl. Pl.: 405 (1782).

Sinônimos:
- Jouyella Szlach., Polish Bot. J. 46: 124 (2001).

## Espécies
1. Bipinnula biplumata (L.f.) Rchb.f., Xenia Orchid. 3: 62 (1883).
2. Bipinnula canisii Dutra ex Pabst, Arq. Bot. Estado São Paulo, n.s., f.m., 3: 109 (1955).
3. Bipinnula ctenopetala Schltr., Repert. Spec. Nov. Regni Veg. Beih. 35: 24 (1925).
4. Bipinnula fimbriata (Poepp.) I.M.Johnst., Contr. Gray Herb., n.s., 85: 28 (1929).
5. Bipinnula gibertii Rchb.f., Linnaea 41: 51 (1876).
6. Bipinnula montana Arechav., Anales Mus. Nac. Montevideo 2: 282 (1899).
7. Bipinnula plumosa Lindl., Quart. J. Roy. Inst. Gr. Brit., n.s., 1: 51 (1827).
8. Bipinnula polysyka Kraenzl., Bot. Jahrb. Syst. 9: 317 (1887).
9. Bipinnula taltalensis I.M.Johnst., Contr. Gray Herb., n.s., 75: 27 (1929).
10. Bipinnula volkmannii Kraenzl., Orchid. Gen. Sp. 2: 22 (1903).